# Than Quảng Ninh FC
Der Than Quảng Ninh FC (vietnamesisch Câu lạc bộ Bóng đá Than Quảng Ninh) ist ein ehemaliger vietnamesischer Fußballverein aus Cẩm Phả. Zuletzt spielte der Klub in der höchsten Liga, der V.League 1.

## Erfolge
- Vietnamesischer Zweitligavizemeister: 2013
- Vietnamesischer Pokalsieger: 2016
- Vietnamesischer Supercup-Sieger: 2016

## Stadion
Seine Heimspiele trut der Verein im Cẩm Phả Stadium in Cẩm Phả aus. Das Stadion hat ein Fassungsvermögen von 16.000 Personen.

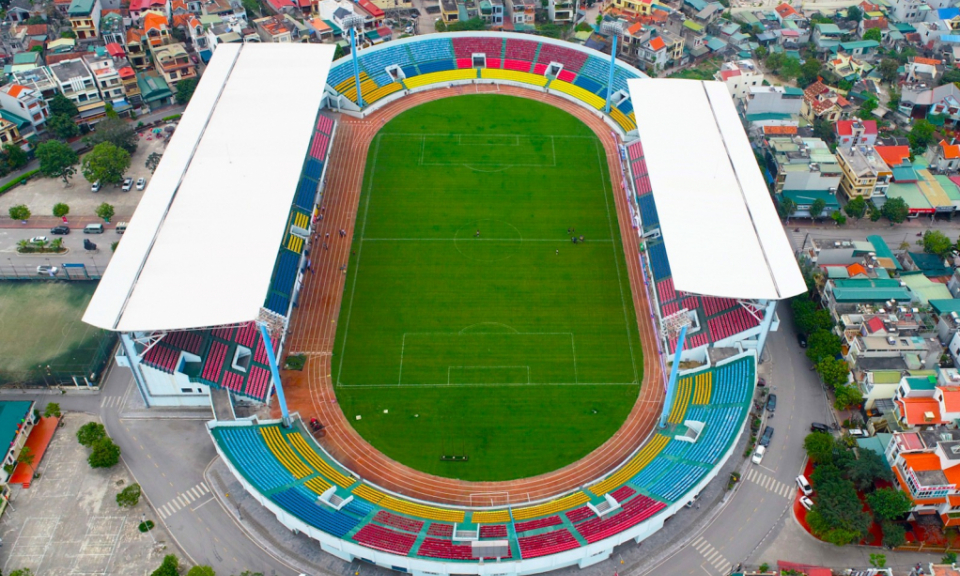
Cẩm Phả Stadium

Koordinaten: 21° 0′ 23,6″ N, 107° 16′ 32,4″ O

## Saisonplatzierung
| Saison | Liga          | Platz                               | Vietnamese Cup                      |
| ------ | ------------- | ----------------------------------- | ----------------------------------- |
| 2006   | Second League | 2. ▲                                |                                     |
| 2007   | First League  | 9.                                  |                                     |
| 2008   | First League  | 7.                                  |                                     |
| 2009   | First League  | 7.                                  | 1. Runde                            |
| 2010   | First League  | 2.                                  | 1. Runde                            |
| 2011   | First League  | 4.                                  | Achtelfinale                        |
| 2012   | V.League 2    | 4.                                  | 1. Runde                            |
| 2013   | V.League 2    | 2. ▲                                | Achtelfinale                        |
| 2014   | V.League 1    | 6.                                  | Viertelfinale                       |
| 2015   | V.League 1    | 4.                                  | Achtelfinale                        |
| 2016   | V.League 1    | 4.                                  | Sieger                              |
| 2017   | V.League 1    | 4.                                  | Viertelfinale                       |
| 2018   | V.League 1    | 5.                                  | 1. Runde                            |
| 2019   | V.League 1    | 3.                                  | Achtelfinale                        |
| 2020   | V.League 1    | 4.                                  | Achtelfinale                        |
| 2021   | V.League 1    | Abbruch wegen der COVID-19-Pandemie | Abbruch wegen der COVID-19-Pandemie |

## Trainerchronik
| Trainer         | Nation  | von              | bis               |
| --------------- | ------- | ---------------- | ----------------- |
| Phan Thanh Hùng | Vietnam | 1. April 2016    | 15. Dezember 2020 |
| Hoàng Thọ       | Vietnam | 1. Dezember 2020 | 31. Dezember 2021 |